# Championnat d'Équateur de football 1999
Navigation
Saison précédente Saison suivante
La saison 1999 du Championnat d'Équateur de football est la quarante-et-unième édition du championnat de première division en Équateur.
Douze équipes prennent part à la Série A, la première division. Le championnat est scindé en deux tournois, Ouverture et Clôture, qui détermine les qualifications pour la poule pour le titre (l'Hexagonal) et le tournoi de relégation. Le tournoi Ouverture est disputé sous la forme d'une poule unique, le tournoi Clôture voit les douze clubs répartis en deux poules. À la fin de ces deux phases, les six meilleures équipes disputent l'Hexagonal pour déterminer le champion tandis que les six moins bonnes prennent part à la poule de relégation. Pour permettre le passage de la Série A de 12 à 10 clubs, les trois derniers sont relégués et remplacés par le champion de Série B, la deuxième division équatorienne.
C'est le LDU Quito, tenant du titre, qui remporte la compétition après avoir battu le Club Deportivo El Nacional lors de la finale nationale. C'est le 6e titre de champion d'Équateur de l'histoire du club.
La disparition de la Copa CONMEBOL permet à l'Équateur d'obtenir une place supplémentaire en Copa Libertadores, qui est attribuée au troisième du tournoi Hexagonal.

## Les clubs participants
| - Sociedad Deportiva Aucas - Audaz Octubrino - Promu de Série B - Barcelona Sporting Club - Deportivo Quito - Club Sport Emelec - Club Deportivo El Nacional | - Club Deportivo Delfin - Club Social y Deportivo Macara - Promu de Série B - LDU Quito - Deportivo Cuenca - Centro Deportivo Olmedo - Club Deportivo Espoli |

## Compétition
Le barème de points est de nouveau modifié par rapport à la saison dernière pour reprendre le système utilisé les années précédentes, à savoir :
- Victoire : 3 points
- Match nul : 1 point
- Défaite : 0 point

### Tournoi Ouverture

#### Classement
| Rang | Équipe                           | Pts | J  | G  | N  | P  | Bp | Bc | Diff |
| ---- | -------------------------------- | --- | -- | -- | -- | -- | -- | -- | ---- |
| 1    | Club Deportivo El Nacional       | 44  | 22 | 12 | 8  | 2  | 34 | 13 | +21  |
| 2    | Club Sport Emelec                | 38  | 22 | 12 | 2  | 8  | 40 | 31 | +9   |
| 3    | LDU Quito T                      | 38  | 22 | 12 | 2  | 8  | 31 | 27 | +4   |
| 4    | Barcelona Sporting Club          | 35  | 22 | 10 | 5  | 7  | 25 | 24 | +1   |
| 5    | Club Social y Deportivo Macará P | 32  | 22 | 9  | 5  | 8  | 28 | 30 | -2   |
| 6    | Centro Deportivo Olmedo          | 31  | 22 | 7  | 10 | 5  | 28 | 29 | -1   |
| 7    | Club Deportivo Espoli            | 30  | 22 | 9  | 3  | 10 | 38 | 29 | +9   |
| 8    | Club Deportivo Delfín            | 29  | 22 | 8  | 5  | 9  | 28 | 35 | -7   |
| 9    | Deportivo Quito                  | 27  | 22 | 7  | 6  | 9  | 32 | 29 | +3   |
| 10   | Deportivo Cuenca                 | 27  | 22 | 7  | 6  | 9  | 25 | 33 | -8   |
| 11   | Sociedad Deportiva Aucas         | 22  | 22 | 6  | 4  | 12 | 26 | 32 | -6   |
| 12   | Audaz Octubrino P                | 14  | 22 | 4  | 2  | 16 | 15 | 38 | -23  |

|  | Qualification pour l'Hexagonal           |
|  | T : Tenant du titre P : Promu de Série B |

- Les trois premiers reçoivent un bonus respectif de 3,2 et 1 point au démarrage de l'Hexagonal, les trois derniers un malus respectif de 3, 2 et 1 point au démarrage de la poule de relégation.

### Tournoi Clôture

#### Groupe 1
| Rang | Équipe                           | Pts | J  | G | N | P | Bp | Bc | Diff |
| ---- | -------------------------------- | --- | -- | - | - | - | -- | -- | ---- |
| 1    | Deportivo Quito                  | 19  | 10 | 6 | 1 | 3 | 19 | 9  | +10  |
| 2    | Club Social y Deportivo Macará P | 15  | 10 | 5 | 0 | 5 | 15 | 16 | -1   |
| 3    | Audaz Octubrino                  | 15  | 10 | 5 | 0 | 5 | 13 | 17 | -4   |
| 4    | Club Deportivo El Nacional       | 14  | 10 | 4 | 2 | 4 | 18 | 15 | +3   |
| 5    | Barcelona Sporting Club          | 13  | 10 | 4 | 1 | 5 | 13 | 14 | -1   |
| 6    | Club Deportivo Delfín P          | 12  | 10 | 4 | 0 | 6 | 13 | 20 | -7   |

|  | Qualification pour l'Hexagonal |
|  | P : Promu de Série B           |

- Le premier reçoit un bonus de deux points au démarrage de l'Hexagonal, le dernier un malus de deux points au démarrage de la poule de relégation.

#### Groupe 2
| Rang | Équipe                   | Pts | J  | G | N | P | Bp | Bc | Diff |
| ---- | ------------------------ | --- | -- | - | - | - | -- | -- | ---- |
| 1    | Club Deportivo Espoli    | 22  | 10 | 7 | 1 | 2 | 15 | 11 | +4   |
| 2    | LDU Quito T              | 17  | 10 | 5 | 2 | 3 | 12 | 8  | +4   |
| 3    | Club Sport Emelec        | 16  | 10 | 5 | 1 | 4 | 17 | 20 | -3   |
| 4    | Centro Deportivo Olmedo  | 11  | 10 | 3 | 2 | 5 | 11 | 14 | -3   |
| 5    | Sociedad Deportiva Aucas | 9   | 10 | 2 | 3 | 5 | 11 | 9  | +2   |
| 6    | Deportivo Cuenca         | 9   | 10 | 2 | 3 | 5 | 8  | 12 | -4   |

|  | Qualification pour l'Hexagonal |
|  | T : Tenant du titre            |

- Le premier reçoit un bonus de deux points au démarrage de l'Hexagonal, le dernier un malus de deux points au démarrage de la poule de relégation.

### Phases finales

#### Hexagonal
| Rang | Équipe                        | Pts | J  | G | N | P | Bp | Bc | Diff |
| ---- | ----------------------------- | --- | -- | - | - | - | -- | -- | ---- |
| 1    | Club Deportivo El Nacional +3 | 20  | 10 | 4 | 5 | 1 | 14 | 8  | +6   |
| 2    | LDU Quito +1                  | 19  | 10 | 5 | 3 | 2 | 15 | 11 | +4   |
| 3    | Club Sport Emelec +2          | 18  | 10 | 5 | 1 | 4 | 13 | 9  | +4   |
| 4    | Deportivo Quito +2            | 14  | 10 | 3 | 3 | 4 | 16 | 20 | -4   |
| 5    | Club Deportivo Espoli +2      | 11  | 10 | 2 | 3 | 5 | 11 | 15 | -4   |
| 6    | Barcelona Sporting Club       | 9   | 10 | 2 | 3 | 5 | 13 | 19 | -6   |

|  | Qualification pour la Copa Libertadores 2000 et la finale nationale |
|  | Qualification pour la Copa Libertadores 2000                        |
|  | T : Tenant du titre                                                 |

#### Finale pour le titre
Les deux premiers du tournoi Hexagonal s'affrontent pour le titre national.
| Équipe 1  | Résultat | Équipe 2                   | Aller | Retour |
| --------- | -------- | -------------------------- | ----- | ------ |
| LDU Quito | 4 - 1    | Club Deportivo El Nacional | 1 - 0 | 3 - 1  |

#### Poule de relégation
| Rang | Équipe                           | Pts | J  | G | N | P | Bp | Bc | Diff |
| ---- | -------------------------------- | --- | -- | - | - | - | -- | -- | ---- |
| 1    | Sociedad Deportiva Aucas -2      | 19  | 10 | 6 | 3 | 1 | 20 | 12 | +8   |
| 2    | Club Social y Deportivo Macará P | 16  | 10 | 4 | 4 | 2 | 19 | 15 | +4   |
| 3    | Centro Deportivo Olmedo          | 15  | 10 | 4 | 3 | 3 | 13 | 8  | +5   |
| 4    | Club Deportivo Delfín -2 P       | 14  | 10 | 5 | 1 | 4 | 23 | 11 | +12  |
| 5    | Deportivo Cuenca -3              | 11  | 10 | 4 | 2 | 4 | 10 | 14 | -4   |
| 6    | Audaz Octubrino -3               | -2  | 10 | 0 | 1 | 9 | 4  | 29 | -25  |

|  | Relégation directe en Série B |
|  | P : Promu de Série B          |

## Bilan de la saison
| Championnat d'Équateur de football 1999 |                            |
| Champion                                | LDU Quito (6e titre)       |
| Qualifications continentales            |                            |
| Copa Libertadores 2000                  | LDU Quito                  |
| Copa Libertadores 2000                  | Club Deportivo El Nacional |
| Copa Libertadores 2000                  | Club Sport Emelec          |
| Promotions et relégations               |                            |
| Promus en Série A                       | CDT Universitario          |
| Relégués en Série B                     | Club Deportivo Delfin      |
| Relégués en Série B                     | Deportivo Cuenca           |
| Relégués en Série B                     | Audaz Octubrino            |